# Метелівське сільське поселення
Мете́лівське сільське поселення (рос. Метелевское сельское поселение) — адміністративна одиниця у складі Нагорського району Кіровської області Росії. Адміністративний центр поселення — селище Бажелка.

## Історія
Станом на 2002 рік на території сучасного поселення існували такі адміністративні одиниці:
- Метелівський сільський округ (селища Бажелка, присілки Каменне, Комарово)

Поселення було утворене згідно із законом Кіровської області від 7 грудня 2004 року № 284-ЗО у рамках муніципальної реформи.

## Населення
Населення поселення становить 233 особи (2017; 235 у 2016, 253 у 2015, 260 у 2014, 279 у 2013, 304 у 2012, 339 у 2010, 521 у 2002).

## Склад
До складу поселення входять 3 населених пункти:
| Населений пункт    | Населення, осіб (2002) | Населення, осіб (2010) |
| ------------------ | ---------------------- | ---------------------- |
| Бажелка, селище    | 476                    | 305                    |
| Каменне, присілок  | 3                      | 1                      |
| Комарово, присілок | 42                     | 33                     |